# Naveen Andrews
Naveen William Sidney Andrews (Londen, 17 januari 1969) is een Britse acteur. Hij volgde een opleiding aan de Guildhall School of Music & Drama in Londen, de school waar ook Ewan McGregor zijn opleiding genoot. Zijn eerste echte rol speelde hij in London Kills Me, een film van Hanef Kureshi. Maar zijn grote doorbraak kwam met de Oscar-winnende film The English Patient. Andrews is daarnaast te zien in de televisieserie Lost, waar hij de rol van Sayid Jarrah vertolkt.

## Persoonlijk
Zijn leven verliep niet altijd even vlekkeloos. Toen hij nog in Londen woonde had hij een zware drugs -en alcoholverslaving. Die verslaving kostte hem bijna zijn carrière. Hij werd gedwongen naar de Verenigde Staten te gaan om af te kicken en zijn leven terug op de rails te krijgen. Momenteel is hij samen met Barbara Hershey, die ook acteert. Het koppel woont nu in Los Angeles.

## Prijzen
Naveen Andrews won op het San Remo filmfestival een prijs voor beste acteur voor zijn rol in The Buddha of Suburbia.

## Filmografie
| Film                           | Rol                         | Jaar                |
| ------------------------------ | --------------------------- | ------------------- |
| London Kills Me                | Bike                        | 1991                |
| Wild West                      | Zaf                         | 1992                |
| The Buddha of Suburbia         | Karim                       | 1993                |
| Kama Sutra: A Tale of Love     | Raj Singh                   | 1996                |
| The English Patient            | Lt. Kip Singh               | 1996                |
| True Love & Chaos              | /                           | 1997                |
| Bombay Boys                    | Krishna Sahni               | 1998                |
| Mighty Joe Young               | Pindi                       | 1998                |
| Rollerball                     | Sanjay                      | 2002                |
| Easy                           | John                        | 2003                |
| Lost                           | Sayid Jarrah                | 2004                |
| Bride & Prejudice              | Mr. Balraj                  | 2004                |
| Provoked                       | /                           | 2006                |
| The Ten Commandments           | /                           | 2006                |
| Grindhouse                     | /                           | 2007                |
| The Brave One                  | Dr. David Kirmani           | 2007                |
| Once Upon a Time in Wonderland | Jafar                       | 2013                |
| Sense8 Instinct                | Jonas Maliki Julian Cousins | 2015-2017 2018-2019 |